# Баловнёво
Баловнево — село Данковского района Липецкой области. Административный центр Баловневского сельсовета

## История
Известно по документам с 1626 года. Баловнево в качестве села упоминается в писцовой книге 1628-29 г., где оно описывается так: «село Баловнево на Аннине бояраке, а в селе церковь Пречистыя Богородицы Владимерские иконы да придел Николы Чудотворца древена клецки, а в церкви Божие милосердие — образы, и ризы, и книги, и колокола, и всякое церковное строенье вотчинника Степана Михайлова, сына Рельнева да помещика Демида Муромцова…» В окладной книге 1676 г. находившаяся в с. Баловнево церковь Наименована Никольскою. В 1746 году Артиллерии поручик, Стефан Сухотин, просил дозволения у епархиального начальства на построение при Никольской церкви придела в честь пророка Илии, что ему и было дозволено. Церковь каменная наружная в честь Вознесения Господня, однопрестольная и без колокольни была построена полковником Василием Ивановичем Бибиковым в 1762 г.
Вместо деревянной, каменная Владимирская церковь с приделами Ильинским и Никольским построена была капитаном Василием Муромцовым около 1770 г.; но так как она построена была на сыром и низком месте и, по худой работе, истрескалась и грозила падением, то генерал-лейтенант Матфей Васильевич Муромцов в октябре 1789 г. просил преосвященного Симона дозволить ему построить новую каменную церковь на высоком и приличном месте, а старую — сломать и употребить на постройку новой, на что и дать ему благословенную грамоту, которая и выдана была 18 октября того же года за № 2189.
Выстроенной по плану и фасаду соборного, Александровской лавры, храма, Владимирской церкви приделы Никольский и Ильинский отстроены и освящены были при жизни храмостроителя — первый в 1798, второй — в 1799 г.; но настоящая церковь — в честь иконы Божией Матери Владимирская — отстроена была сыном его — статским советником Матвеем Матвеевичем Муромцовым. В XVIII—XIX веках — поместье Бибиковых и Муромцевых.
В XIX — начале XX века село являлось центром Баловневской волости Данковского уезда Рязанской губернии. В 1906 году в селе было 84 дворов.
С 1928 года село являлось центром Баловневского сельсовета Данковского района Козловского округа Центрально-Чернозёмной области, с 1954 года — в составе Липецкой области.
В 1978 году в состав села включена деревня Бородиновка.

## Население
| 1859 | 1897 | 1906 | 2010 |
| ---- | ---- | ---- | ---- |
| 470  | ↗489 | ↗624 | ↗637 |

## Люди, связанные с селом
Здесь в 1792 году родился Бибиков Дмитрий Гаврилович — видный государственный деятель, министр внутренних дел России.

## Достопримечательности
В селе имеются  — Владимирская двухколокольная церковь. Возводить её начали в 1789 году при М. В. Муромцеве, а достроили только в первой трети XIX века. И. Грабарь приписывал авторство проекта В. И. Баженову. А также Церковь Вознесения Господня (1762).
В селе сохранился парк, который охраняется государством как дендрологический памятник природы, а также кладбище.